# Eva María Zuk
Eva María Zuk (* 24. Dezember 1945 in Łódź; † 27. Februar 2017 in Mexiko-Stadt) war eine mexikanische Pianistin polnischer Herkunft.

## Leben
Zuk wuchs in Venezuela auf und trat dort bereits zehnjährig mit dem Orquesta Sinfónica de Venezuela auf. Als sie dreizehn Jahre alt war, verlieh ihr das venezolanische Kultusministerium den Titel profesora y ejecutante de piano. Bis 1967 studierte sie an der New Yorker Juilliard School u. a. bei Arthur Rubinstein, Gerty Haas, Eduard Steuermann, Rosina Lhévinne, Leon Barzin und Zbigniew Drzewiecki. Dort lernte sie auch ihren späteren Ehemann, den Dirigenten Enrique Bátiz, kennen. Ab 1971 lebte sie in Mexiko, die mexikanische Staatsbürgerschaft erhielt sie 1994.
Zuks Repertoire umfasste Musik von der Zeit des Barock bis zu Werken zeitgenössischer Komponisten und mehr als 30 Konzerte für Klavier und Orchester. Ihr besonderes Interesse galt den Klavierwerken Manuel María Ponces, Ricardo Castro Herreras und Felipe Villanuevas. Sie unternahm Konzertreisen durch viele Länder Europas und Amerikas und trat mit Orchestern wie dem London Symphony Orchestra, dem Moskauer Philharmonischen Orchester und dem American Symphony Orchestra auf. Unter anderem wurde sie mit dem Orden Andrés Bello und der Medalla del Bicentenario de Simón Bolívar in Venezuela, der Karol-Szymanowski-Centennialmedaille und dem Ritterkreuz des Orden Polonia Restituta in Polen sowie dem Escudo de Armas de San Juan in Puerto Rica ausgezeichnet.